# ساسکس شرقی
ساسکس شرقی (به انگلیسی: East Sussex) نام شهرستانی تشرقاتی و غیرشهری ناحیه در جنوب شرقی انگلستان است که در سال ۱۹۷۴ تأسیس شده‌است.